# Liste der kaiserlichen Generale der Frühen Neuzeit/A
Legende: * geboren | ~ getauft | † gestorben | ⚔ gefallen | Zu den Rangbezeichnungen siehe auch Generalsränge auf der Startseite.
- Georg Franz Abyber

~ 15. Mai 1673   † 27. März 1753. Laufbahn: 16. Dezember 1750 Generalfeldwachtmeister
- Karl Ludwig Freiherr Acton von Treuenfeld

*?   †?. Laufbahn: 25. Mai 1716 Generalfeldwachtmeister
- Don Onofre Carrillo de Acuña

*?   †?. Laufbahn: um 17. Juni 1734 Generalfeldwachtmeister
- Johann Christoph von Adelshofen auf Trochtelfingen[1]

*?   † 1649. Laufbahn: 20. Juni 1632 bis zum 10. Juli 1633 Kommandant von Eger, Ende 1632 Obrist 27. September 1636 Generalfeldwachtmeister
- Karl von Adorján

* 1744   ⚔ 4. November 1799 bei Genola. Laufbahn: 2. Oktober 1799 mit Rang vom 13. Oktober 1799 Generalmajor
- Juan Fernández de Ahumada y Cárdenas Conde de Ahumada

† 1725?. Laufbahn: 2. Mai 1716 Feldmarschallleutnant
- Hieronymus Graf von Albani

† 1744?. Laufbahn: 16. Dezember 1733 Generalfeldwachtmeister, 12. Dezember 1737 Feldmarschalleutnant
- Johann Baptist Freiherr von Albersdorff

*?   †?. Laufbahn: 16. Oktober 1752 mit Rang vom 27. Juni 1752 Generalfeldwachtmeister, 25. Februar 1760 mPatv. 16. Juli 1770 Feldmarschalleutnant
- Jakob Ulrich von Albertini

* 1667   † Aug. 1726. Laufbahn: spanischer Brigadier; 4. Dezember 1713 kaiserlicher Generalfeldwachtmeister
- Johann Baptist Graf von Alcaini

* 18. August 1748   † 8. Oktober 1800. Laufbahn: 24. Februar 1794 mit Rang vom 12. Februar 1794 Generalmajor, 2. Oktober 1799 mit Rang vom 1. September 1799 Feldmarschalleutnant
- Don Antonio Diego Córdova Toledo de Portugal y Pacheco, Conde de Alcaudete

* 30. Dezember 1688   † 9. Oktober 1734. Laufbahn: 23. Oktober 1723 Generalfeldwachtmeister, 12. November 1733 Feldmarschalleutnant
- Johann Graf von Aldringen

* 10. Dezember 1588   ⚔ 22. Juli 1634 bei Landshut. Laufbahn: 22. Februar 1629 mit Rang vom 11. April 1629 Generalfeldwachtmeister, 15. Dezember 1631 Feldzeugmeister, 13. Oktober 1632 Feldmarschall
- Ladislaus von Alemann

* 1719   † 8. Februar 1779. Laufbahn: 26. November 1777 mit Rang vom 4. Mai 1777 Generalmajor
- Adolf Nikolaus Freiherr von Alfson

* 12. Januar 1704   † 16. Dezember 1779. Laufbahn: 29. Dezember 1762 (1763?) mit Rang vom 21. Juni 1759 Generalfeldwachtmeister
- Benedetto Marchese di Ali

*?   †?. Laufbahn: 30. April 1721 Feldmarschallleutnant
- Florimond Baron d’Allamont

*?   †?. Laufbahn: 23. Januar 1674 Generalfeldwachtmeister (Titel)
- Johann Nepomuk Ritter und Edler Allmayer von Allstern

* 5. Juli 1765   † 5. April 1814. Laufbahn: 24. Mai 1809 Generalmajor
- Ignaz Joseph Graf Almásy von Zsádanyi und Török-Szent-Miklós

* 1726   † 7. März / 4.1804. Laufbahn: 26. Februar 1763 mit Rang vom 1. Mai 1758 Generalfeldwachtmeister, 1. Mai 1773 mit Rang vom 20. Oktober 1766 Feldmarschalleutnant, 3. April 1784 mit Rang vom 11. März 1784 General der Kavallerie
- Don Dionisio Comde d’Almeida

* 1684   † 1760?. Laufbahn: 31. Oktober 1733 Generalfeldwachtmeister, 18. Januar 1742 Feldmarschalleutnant, 12. Juni 1754 mit Rang vom 21. November 1748 General der Kavallerie
- Joaquín Fernández de Portocarrero Conde de Palma, Marqués de Almenara

* 27. März 1681   † 22. Juni 1760. Laufbahn: 29. Mai 1722 Feldmarschalleutnant, 2. Oktober 1723 General der Kavallerie
- Johann Karl Graf von Almesloe, genannt Tappe

*?   †?. Laufbahn: 1. Mai 1760 Generalfeldwachtmeister
- Gundacker Ludwig Joseph Graf von Althann, Freiherr auf der Goldburg zu Murstetten

* 15. Mai (9.?) 1665   † 28. Dezember 1747. Laufbahn: 1. Mai 1708 Generalfeldwachtmeister, 24. Mai 1716 Feldmarschalleutnant, 22. Oktober 1723 General der Kavallerie, 13. März 1741 Feldmarschall
- Michael Adolf Graf von Althann[3]

* 1574   † 7. Mai 1636. Laufbahn: 31. Juli 1601 Generalfeldwachtmeister, 12. Oktober 1606 Feldmarschall, 7. April 1610 Feldmarschall
- Michael Anton Ignaz Graf von Althann

* 31. Juli 1716   † 1. November 1774. Laufbahn: 2. Juli 1746 Generalfeldwachtmeister, 24. Januar 1757 Feldmarschalleutnant, 20. Februar 1758 mit Rang vom 7. Januar 1758 General der Kavallerie
- Michael Leopold Ferdinand Graf von Althann

* 1677   † 18. Januar 1733. Laufbahn: 6. April 1720 Generalfeldwachtmeister
- Friedrich Freiherr von Altkirchen

† 1774. Laufbahn: 20. Juli 1768 mit Rang vom 22. Januar 1759 Generalfeldwachtmeister
- Eduard Graf d’Alton

* 9. August 1737   ⚔ 24. August 1793 bei Dünkirchen. Laufbahn: 10. April 1783 mit Rang vom 20. März 1783 Generalmajor, 9. Oktober 1789 mit Rang vom 9. Oktober 1789 Feldmarschalleutnant
- Jakob Graf d’Alton

* 1724   † 1793. Laufbahn: 26. November 1777 mit Rang vom 1. Oktober 1777 Generalmajor, 14. März 1790 mit Rang vom 8. April 1789 Feldmarschalleutnant
- Richard Graf d’Alton

* 27. April 1732   † 16. Februar 1790. Laufbahn: 19. Januar 1771 mit Rang vom 11. November 1761 Generalmajor, 27. Februar 1778 mit Rang vom 28. Dezember 1777 Feldmarschalleutnant, 7. Oktober 1787 mit Rang vom 6. Oktober 1787 Feldzeugmeister
- Don Matteo Alvarez (de) Gatto

*?   †?. Laufbahn: 20. November 1719 Generalfeldwachtmeister-Titel
- Joseph Freiherr Karl Graf Alvinczy von Borberek

* 1. Februar 1735   † 25. November 1810. Laufbahn: 30. Januar 1779 mit Rang vom 28. Januar 1779 Generalmajor, 27. Mai 1789 mit Rang vom 2. Mai 1789 Feldmarschalleutnant, 21. Mai 1794 mit Rang vom 29. August 1794 Feldzeugmeister, 6. September 1808 Feldmarschall
- Karl Friedrich am Ende

* 25. Juni 1756   † 10. Februar 1810. Laufbahn: 1806 mit Rang vom 16. April 1805 Generalmajor, 25. August 1809 Feldmarschalleutnant
- Franz von Ambschel

† 28. August 1834. Laufbahn: 25. Februar 1809 Generalmajor, 1810 im Ruhestand
- Karl Freiherr von Amadei

* 1723   † 27. Januar 1796. Laufbahn: 27. Juni 1760 mit Rang vom 7. Oktober 1758 Generalfeldwachtmeister, 1. Mai 1773 mit Rang vom 19. Juli 1765 Feldmarschalleutnant
- Franz Joseph Marinus Freiherr von Andlau-Birseck

* 16. Mai 1694   † 8. Mai 1769. Laufbahn: 20. Juni 1742 Generalfeldwachtmeister, 18. Juli 1754 mit Rang vom 18. Juli 1752 Feldmarschalleutnant, 21. Januar 1758 mit Rang vom 27. August 1757 Feldzeugmeister
- Karl Andrássy von Csik-Szent-Király und Krasznahorka

~ 9. Januar 1723   † 5. September 1782. Laufbahn: 29. November 1766 mit Rang vom 20. Mai 1759 Generalfeldwachtmeister
- Peter Joseph Freiherr Andrássy von Csik-Szent-Király und Kraszna-Horka

* um 1690   † 1. März 1745. Laufbahn: 15. September 1742 Generalfeldwachtmeister
- David Freiherr Andrássy von Nemeskér

* 20. Dezember 1762   ⚔ 27. August 1813 bei Dresden. Laufbahn: 11. September 1812 Generalmajor
- Adam Johann Joseph Freiherr Andrássy von Szent-Király

* 1698   † 10. März 1753. Laufbahn: 24. September 1741 Generalfeldwachtmeister, 1752 Feldmarschalleutnant?
- Johann Freiherr von Andrássy[4]

~ 9. Juni 1750   † 15. Dezember 1817. Laufbahn: Nov. 1803 mit Rang vom 5. November 1803 Generalmajor
- Jean-Baptiste Bombaye Freiherr von Andrimont

† 1685. Laufbahn: 24. März 1671 Generalfeldwachtmeister; 1674 Reichsgeneralwagenmeister
- Johann Christian Ludwig von Angern[5][6]

* 1704   † 19. Dezember 1767. Laufbahn: 26. Juli 1749 Generalfeldwachtmeister, 26. Juni 1757 Feldmarschalleutnant, 1. März 1763 Feldzeugmeister
- Karl Georg Leberecht Fürst von Anhalt-Köthen

* 15. August 1730   † 17. Oktober 1789. Laufbahn: 1. Februar 1779 preußischer Generalmajor, 18. Juni 1788 Generalleutnant; 29. Juni 1789 mit Rang vom 29. Juni 1789 kaiserlicher Feldmarschalleutnant
- August Christian Friedrich Herzog von Anhalt-Köthen-Pleß

* 18. November 1769   † 5. Mai 1812. Laufbahn: 20. April 1792 Generalmajor, 1. März 1797 mit Rang vom 12. Februar 1797 Feldmarschalleutnant, Juni 1801 Dienst quittiert
- Friedrich August Fürst von Anhalt-Zerbst

* 8. August 1734   † 3. März 1793. Laufbahn: 14. November 1753 Generalfeldwachtmeister, 14. April 1756 Feldmarschalleutnant, 23. April 1764 General der Kavallerie, 21. Mai 1768 Reichsfeldmarschalleutnant, später Reichsfeldzeugmeister
- Johannes Friedrich Prinz von Anhalt-Zerbst

* 14. Juli 1695   † 11. Mai 1742. Laufbahn: 12. Februar 1734 Generalfeldwachtmeister
- Johann Jakob von Bronckhorst-Batenburg, Graf von Anholt

* 12. Februar 1582   † 19. Oktober 1630. Laufbahn: 20. Juli 1620 bayrisch-ligistischer Generalwagenmeister, 30. Mai 1622 Feldmarschall; 20. Oktober 1629 kaiserlicher Feldmarschall
- Franz de Paula Leopold Mathias Anthony von Siegenfeld

* 27. Februar 1755   † 27. März 1815. Laufbahn: 29. Juni 1809 Generalmajor, 1810 im Ruhestand
- Johann Nepomuk Joseph Freiherr Apfalterer von Apfaltern

* 15. Mai 1743   † 3. Februar 1817. Laufbahn: 29. Oktober 1800 mit Rang vom 6. November 1800 Generalmajor und im Ruhestand
- Karl Anton Graf von Arberg und Valengin, Baron von Noirmont

* 1705   † 5. Februar 1768. Laufbahn: 11. Oktober 1745 Generalfeldwachtmeister, 19. Januar 1757 Feldmarschalleutnant, 17. Februar 1760 Feldzeugmeister
- Nikolaus Anton Graf von Arberg und Valangin

* 8. November 1736   † 17. September 1813. Laufbahn: 1. Mai 1773 mit Rang vom 29. November 1768 Generalmajor, 10. April 1783 mit Rang vom 20. April 1783 Feldmarschalleutnant
- Karl Ludwig Archinto, Graf von Tainate[7]

⚔ 7. September 1693 vor Belgrad. Laufbahn: 23. April 1692 Generalfeldwachtmeister
- Anton Kajetan Graf von Arco

* 1659   † 1731. Laufbahn: 6. September 1715 Generalfeldwachtmeister
- Franz Graf von Arco

* 15. März 1735   † 5. April 1795. Laufbahn: 25. April 1775 mit Rang vom 28. Mai 1771 Generalmajor, 9. September 1786 mit Rang vom 31. August 1786 Feldmarschalleutnant
- Johann Baptist Graf von Arco

* um 1650   † 21. März 1715. Laufbahn: 1683 kurbayerischer Generalwagenmeister, 14. September 1702 Feldmarschall; 1. März 1691 kaiserlicher Feldmarschalleutnant
- Johann Philipp Jakob Graf von Arco

* 11. Mai 1652   † 15. Februar 1704 (hingerichtet). Laufbahn: um 1689 kurbayerischer Generalwagenmeister, 22. September 1694 Feldmarschalleutnant; 3. Dezember 1700 kaiserlicher Feldmarschalleutnant
- Maximilian Prosper Graf von Arco

* 1615   † 1679. Laufbahn: 16. März 1649 Generalfeldwachtmeister; 10. Juni 1665 kurbayerischer Feldzeugmeister; 22. August 1674 kaiserlicher Feldzeugmeister
- August Maria Raimund von Ligne, Herzog von Arenberg, Graf von der Marck

* 30. August 1753   † 26. September 1833. Laufbahn: 9. März 1788 französischer Maréchal de camp; 31. August 1794 mit Rang vom 11. Juli 1791 kaiserlicher Generalmajor, 1815 quittiert; 1816 niederländischer Generalleutnant
- Karl Leopold Maria Raimund de Ligne, Herzog von Arenberg, Duc d’Aerschot et Croÿ

* 1. April 1721   † 17. August 1778. Laufbahn: 28. September 1746 Generalfeldwachtmeister, 16. Januar 1755 Feldmarschalleutnant, 26. Februar 1758 Feldzeugmeister, 10. Februar 1766 mit Rang vom 15. Januar 1766 Feldmarschall; 29. Mai 1755 Reichsgeneralfeldmarschallleutnant, 22. Januar 1769 Generalfeldzeugmeister
- Leopold Philipp Karl Joseph von Ligne, Herzog von Arenberg, Duc d’Aerschot et Croÿ

* 14. Oktober 1690   † 4. März 1754. Laufbahn: 3. Mai 1717 Feldmarschalleutnant, 18. November 1723 Feldmarschalleutnant, 20. Mai 1737 Feldmarschall
- Philipp Karl Franz von Ligne, 3. Herzog von Arenberg, 9. Duc d’Arschot et Croy, Prince de Porcéan, Marquis de Montcornet, Graf von Lalaing und Champlite, Baron von Pewez

* 10. Mai 1663   † 25. August 1691 (verw. Szlankamen 19. August). Laufbahn: 28. Juni 1691 Generalfeldwachtmeister
- Johann Baptist Freiherr von Areyzaga[8]

† Anf. Dez. 1694. Laufbahn: 18. März 1693 Generalfeldwachtmeister
- Johann Gaston Chevalier d’Argout

† 7. Mai 1782. Laufbahn: 25. Januar 1757 Generalfeldwachtmeister
- Joseph Graf von Ariosti

* 1690   † 28. September 1766. Laufbahn: 24. Januar 1744 Generalfeldwachtmeister, 26. Juli 1754 mit Rang vom 26. Juli 1752 Feldmarschalleutnant
- Hubert Dominik Graf du Saix, Baron d’Arnant

* um 1653   † 15. August 1729. Laufbahn: 8. April 1705 Generalfeldwachtmeister, 13. April 1708 Feldmarschalleutnant, 14. Mai 1716 Feldmarschalleutnant, 17. Oktober 1723 Feldmarschall
- Hans Georg von Arnim-Boitzenburg

* 1583   † 28. April 1641. Laufbahn: 30. April 1628 Feldmarschall; 21. Juni 1631 kursächsischer Generalfeldmarschall, 24. November 1632 Generalleutnant; 8. April 1641 als kaiserlicher Feldmarschall bestätigt
- Karl Gottlieb von Arnswaldt

* 1690   † 19. November 1751. Laufbahn: 1. Mai 1745 Generalfeldwachtmeister-Titel
- Alexander Franz von Arnth

† 1759. Laufbahn: 15. September 1756 Generalfeldwachtmeister
- Giovanni Francesco Marchese d’Arrigoni

† 1719. Laufbahn: 21. Mai 1716 Generalfeldwachtmeister
- Don Luis de Arroyo y Diest, Conde de la Puebla

† 1727. Laufbahn: 29. Juni 1716 Generalfeldwachtmeister, 6. November 1723 Feldmarschalleutnant
- Don José Marqués de Arteaga

† 1. September 1721. Laufbahn: 15. Juni 1699 Generalfeldwachtmeister (Titel)
- Leopold von Artner

† 16. November 1799. Laufbahn: 8. Mai 1792 Generalmajor
- Constantin Ghilain Carl d’Aspre, Freiherr von Hoobreuck[9]

~ 27. Dezember 1754   † 7. Juli 1809 (verwundet bei Wagram). Laufbahn: 6. Februar 1800 mit Rang vom 7. Februar 1801 Generalmajor, 4. Mai 1809 Feldmarschalleutnant
- Ferdinand Karl Graf von Aspremont-Lynden[10]

* 17. September 1689   † 14. August 1772. Laufbahn: 28. Februar 1734 Generalfeldwachtmeister, 16. März 1741 Feldmarschalleutnant, 26. Juni 1746 mit Rang vom 14. Juli 1745 General der Kavallerie, 12. Juli 1754 Feldmarschall
- Franz Maximilian Graf von Aspremont-Lynden

*?   †?. Laufbahn: 10. April 1783 mit Rang vom 9. Mai 1783 Generalmajor
- Wilhelm Josef Hyazinth Graf von Aspremont-Lynden

* 1702   † 22. April 1779. Laufbahn: 3. Oktober 1753 Generalfeldwachtmeister, 11. Februar 1758 Feldmarschalleutnant
- Graf Ferdinand Gobert von Aspremont-Lynden und Reckheim

* 1643   † 1. Februar 1708. Laufbahn: 11. September 1685 Generalfeldwachtmeister, 1. Dezember 1688 Feldmarschalleutnant
- Ludwig von der Asseburg zu Wallhausen und Hinnenburg

* 6. Juni 1583   † 17. März 1669. Laufbahn: 19. Dezember 1635 Generalfeldwachtmeister
- Louis van Assenburgh

* 1660   † 27. Dezember 1711. Laufbahn: 29. April 1693 als Generalfeldwachtmeister, 1708–1711 Gouverneur der Kapkolonie
- Giulio Dominico Marchese di Assereto

* 9. April 1753   † 29. August 1824. Laufbahn: 1799 französischer Brigadegeneral?; 1800 kaiserlicher Generalmajor, 1814 quittiert; 30. Dezember 1814 französischer Maréchal de camp
- Don Onofre de Assio Pujadas y Boyl

*?   †?. Laufbahn: 26. Juni 1733 Generalfeldwachtmeister
- Don Pedro de Tavora Manoel de Ataíde, Comde de Atalaya

* 1665   † 19. September 1722. Laufbahn: portugiesischer Generalleutnant; 1. April 1713 kaiserlicher General der Kavallerie
- Ludwig Philipp Michael Graf von Attems, Freiherr von Petzenstein

* 23. Mai 1710   † 15. Juni 1774. Laufbahn: 28. Dezember 1762 (1763?) mit Rang vom 1. August 1757 Generalfeldwachtmeister
- Anton Leopold Graf von Attems-Heiligenkreuz[11]

* 4. August 1736   † 16. Januar 1826. Laufbahn: 7. November 1810 Generalmajor-Charakter und im Ruhestand
- Stanislaus von Auer

* 1758   † 2. März 1814. Laufbahn: 1. September 1805 mit Rang vom 4. Februar 1804 Generalmajor, 13. Dezember 1811 Feldmarschalleutnant
- Franz de Paula Graf von Auersperg

* 5. September 1741   22. Oktober 1795. Laufbahn: 1. Mai 1773 mit Rang vom 9. November 1768 Generalmajor
- Franz Karl Fürst von Auersperg, Herzog von Münsterberg und Frankenstein in Schlesien, gefürsteter Graf von Thengen, Graf von Gottschee und Wels, Freiherr von Schönberg und Seisenberg

* 22. November 1660   † 6. November 1713. Laufbahn: 3. Juni 1690 Generalfeldwachtmeister, 12. August 1692 Feldmarschalleutnant, 30. September 1701 Feldzeugmeister
- Franz Xaver Johann Sarkender Alois Priskus Graf von Auersperg

* 19. Januar 1749   † 8. Januar 1808. Laufbahn: 2. Oktober 1799 mit Rang vom 18. November 1799 Generalmajor, April 1807 Feldmarschalleutnant
- Herbard IX. Dietrich Graf von Auersperg, Freiherr auf Schönberg und Seisenberg

* 8. November 1613   † 6. März 1668. Laufbahn: 1650 Feldmarschalleutnant; 1652 Generalobrist Kroatische und Meer-Grenzen
- Wilhelm Ignaz Cajetan Fürst von Auersperg, Herzog von Gottschee

* 9. August 1749   † 16. März 1822. Laufbahn: 16. Januar 1790 (mit Rang vom …?) Generalmajor, 1793 quittiert
- Joseph Maria Spiridion Wolfgang Freiherr von Auersperg

* 3. März 1750   † 11. Februar 1799. Laufbahn: 27. Mai 1789 mit Rang vom 21. Mai 1789 Generalmajor
- Karl Joseph Franz Fürst von Auersperg

* 21. Oktober 1750   † 6. Dezember 1822. Laufbahn: 25. April 1790 mit Rang vom 26. April 1790 Generalmajor, 24. April 1796 mit Rang vom 24. August 1795 Feldmarschalleutnant, 1805 im Ruhestand
- Maximilian Anton Karl Magnus Graf von Auersperg

* 21. (28.?) Januar 1771   † 30. Mai 1850. Laufbahn: 20. Oktober 1813 Generalmajor, 7. Februar 1827 Feldmarschalleutnant, 3. März 1843 General der Kavallerie
- Franz Xaver Freiherr von Auffenberg

* 1744   † 23. Dezember 1815. Laufbahn: 18. April 1797 Generalmajor, 9. November 1800 Feldmarschalleutnant
- Alfonso d’Avalos d’Aquino d’Aragona

* 1502   † 1546. Laufbahn: 1536 Generalkapitän
- Fernando Francesco d’Avalos di Pescara

* 1489/90 ? † 1525. Laufbahn: 1525 Obergeneral
- Joseph Karl Graf d’Ayasassa

* 15. Oktober 1715   † 31. Mai 1779. Laufbahn: 28. Februar 1758 Generalfeldwachtmeister, 3. Februar 1762 Feldmarschalleutnant, 25. Januar 1767 General der Kavallerie
- Cornelius Hermann von Ayrenhoff

* 28. Mai 1733   † 15. August 1819. Laufbahn: 15. Mai 1784 mit Rang vom 29. April 1784 Generalmajor, 29. Dezember 1783 mit Rang vom 23. November 1793 Feldmarschalleutnant